# Felsőkemenec
Felsőkemenec (1899-ig Felső-Kamenecz, szlovákul Horný Kamenec) Kemenec településrésze, korábban önálló falu Szlovákiában, a Trencséni kerületben, a Privigyei járásban.

## Fekvése
Privigyétől 16 km-re, délnyugatra fekszik.

## Története
A község területén ősidők óta laknak emberek. Ezt igazolják a lausitzi kultúra, majd a puhói kultúra népétől származó régészeti leletek. Később a kelta időszakban vasércet termeltek ki ezen a területen. A 9. században szlovákok telepedtek meg itt.
Első írásos említése 1355-ből „Superior Caste Ilyan" néven származik. 1419-ben „Kamenech" néven említik. 1435-ben Luxemburgi Zsigmond adománylevelében szerepel, melyben Felsőkemenecet a Kosztolányi családnak adja. A 17. században a török többször rajtaütött a településen. 1773-ban szerepel először Felsőkemenec néven. Lakói mezőgazdasággal, állattartással, fafaragással, az asszonyok varrással foglalkoztak.
A 18. század végén Vályi András így ír róla: „Alsó, és Felső Kamenicza. Két elegyes faluk Bars Várm. földes Urai amannak több Urak, ennek pedig Kosztolányi Uraság, lakosaik katolikusok, fekszenek Privigyéhez 1 mértföldnyire, Glak hegyéhez közel, a’ honnan le folyó patakjok, egy papíros, és 4 őrlő malmot hajt, határjaik középszerűek, vagyonnyaik külömbfélek."
Fényes Elek geográfiai szótárában eképpen ír a községről: „Kamenecz (Felső-), tót falu, Bars, most A.-Nyitra vmegyében: 240 kath., 22 evang. lak. Kathol. paroch. templom. Határa mind a két helységnek meglehetős; erdejök, legelőjük sok. Patakja 4 liszt-, és 1 papirosmalmot forgat. F. u. Kosztolányi, Simonyi s m. t. Ut. p. Oszlán."
Borovszky monográfiasorozatának Bars vármegyét tárgyaló része szerint: „Felsőkamenecz, a felső Nyitra-völgyben fekvő tót kisközség, 404 róm. kath. vallású lakossal. E községet Zsigmond király 1435-ben a Kosztolányiaknak adományozta, a kik mindvégig földesurai maradtak. A XV. század végén azonban a Majthényiaknak is van itt részbirtokuk, míg a XVIII. század végén és a mult század elején a Kosztolányiakkal együtt a Simonyi család is birtokosként szerepel. Azelőtt e községnek Felső-Kosztolány volt a neve. Egyházát már Pázmány is a régi egyházak közé sorozza, melynek gótikus részletei vannak. Sírboltjában a Rajcsányi és a Kosztolányi család tagjai pihennek. A templomot 1665-ben megújították. A XVIII. század végén hires vargái voltak. A mult század elején volt itt négy vízi malom és egy papirmalom. Ez időben határában barnaszénbányát nyitottak, mely azonban csak rövid ideig volt üzemben. Postája Bisztricsény, távirója és vasúti állomása Nemeskosztolány."
1910-ben 494, túlnyomórészt szlovák lakosa volt. A trianoni diktátumig Bars vármegye Oszlányi járásához tartozott.
1955-ben egyesült Alsókemeneccel.

## Nevezetességei
A Mindenszentek tiszteletére szentelt, római katolikus temploma a 16. században, késő gótikus stílusban épült. Sírboltjában a Kosztolányi és Rajcsányi család tagjai nyugszanak. 2003-ban megújították.

## Lásd még
- Kemenec
- Alsókemenec

## Külső hivatkozások
- Kemenec község hivatalos oldala
- Kemenec Szlovákia térképén[halott link]